# Carl Ferdinand Allen

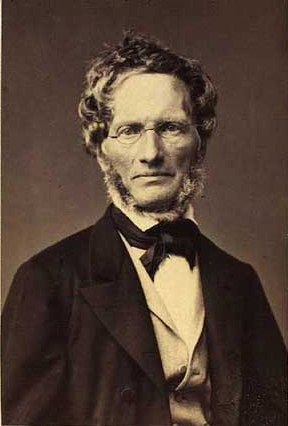
Carl Ferdinand Allen

Carl Ferdinand Allen (Kopenhagen, 23 april 1811 - aldaar, 27 december 1871) was een Deens historicus. Allen studeerde en doceerde aan de Universiteit van Kopenhagen, waar hij in 1862 tot hoogleraar werd benoemd.
In 1840 maakte Allen naam met Haandbog i Fædrelandets Historie (Handboek voor de geschiedenis van het Vaderland). Zijn belangrijkste werk was De Tre Nordiske Rigers Historie, 1497-1536 (Geschiedenis van de drie Noordse Koninkrijken), in vijf delen gepubliceerd tussen 1864 en 1872, waarvoor hij onderzoek deed in verscheidene Europese archieven. 